# Borgia proavus
Borgia proavus là một loài côn trùng trong họ Ascalaphidae thuộc bộ Neuroptera. Loài này được Hagen miêu tả năm 1858.